# Agrostide des chiens
Agrostis canina
Espèce
Statut de conservation UICN

 LC  : Préoccupation mineure
L'Agrostide des chiens (Agrostis canina) est une herbe de la famille des Poacées.